# Śantideva

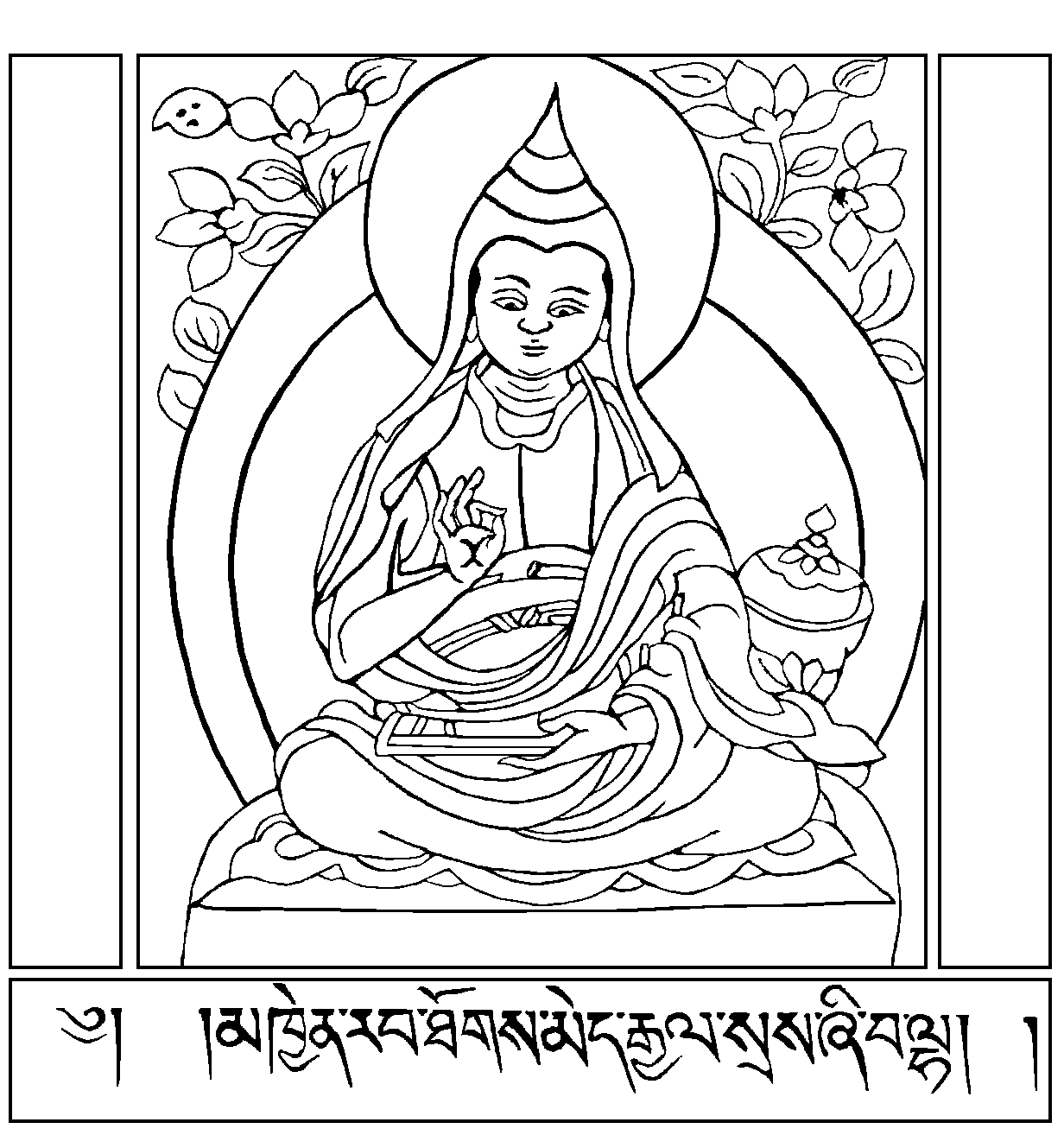
Ryt z wizerunkem Śantidevy

Śantideva (sanskryt: Śāntideva; tyb. ཞི་བ་ལྷ། Shyiwa Lha; mong. Шантидэва гэгээн; VIII w n.e.) – buddyjski mnich, uczony oraz mahasiddha z indyjskiego Uniwersytetu Nalanda. Jest kluczowym komentatorem doktryny madhjamaka dla obecnej mahajany. Znany jest głównie z kompleksowego dzieła „Przewodnik po Ścieżce Bodhisattwy” (sanskryt: Bodhicaryavatara, pol. Bodhićiarjawatara) opisującego postępowanie etyczne mahajany.